# Mercedes-Benz M21
Il Mercedes-Benz M21 (o Daimler-Benz M21) è stato un motore a scoppio prodotto dal 1933 al 1936 dalla Casa automobilistica tedesca Daimler-Benz per il suo marchio automobilistico Mercedes-Benz.

## Caratteristiche

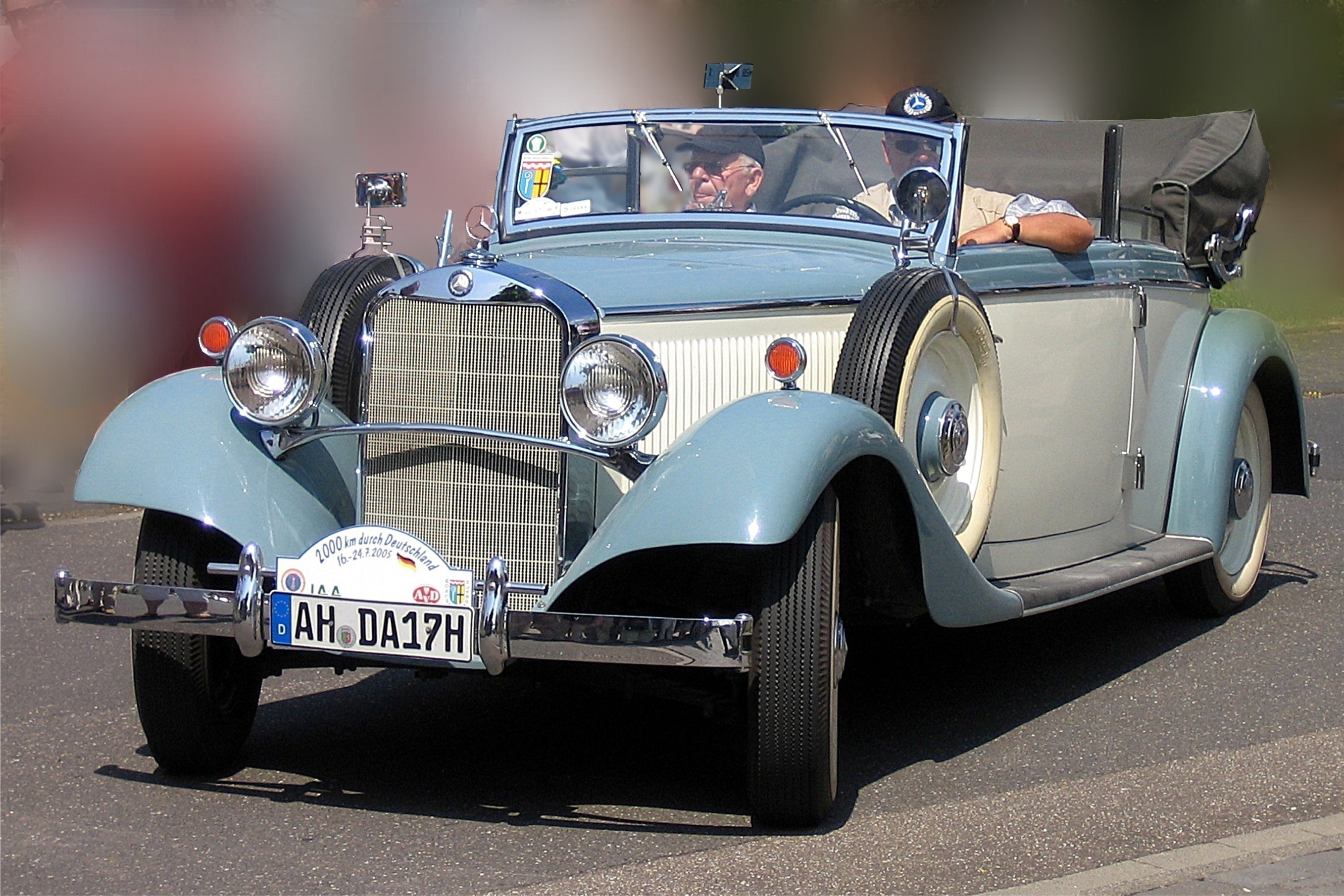
La Mercedes-Benz Typ 200 del 1933 fu la sola applicazione del motore M21

Si tratta di un motore da 2 litri che va a sostituire l'equivalente unità motrice M02. 

Di seguito vengono mostrate le caratteristiche di questo nuovo motore:
- architettura a 6 cilindri in linea;
- basamento e testata in ghisa;
- monoblocco di tipo sottoquadro;
- alesaggio e corsa: 70x85 mm;
- cilindrata: 1961 cm³;
- rapporto di compressione: 6:1;
- alimentazione a carburatore;
- potenza massima: 40 CV;
- applicazioni: Mercedes-Benz Typ 200 (1933-36).